# Campionati mondiali di taekwondo 2011
I Campionati mondiali di taekwondo 2011 sono stati la 20ª edizione dei campionati mondiali di taekwondo, organizzati dalla World Taekwondo Federation, e si sono svolti a Gyeongju, in Corea del Sud, dal 1º al 6 maggio 2011.

## Medagliati

### Maschile
| Specialità | Oro                  | Argento                  | Bronzo                           |
| -54 kg     | Chutchawal Khawlaor  | Park Ji-Woong            | Seifula Magomedov Meisam Bagheri |
| −58 kg     | Joel González        | Rui Bragança             | Wei Chen-Yang Gabriel Mercedes   |
| −63 kg     | Lee Dae-Hoon         | Michael Harvey           | Nacha Punthong Le Huynh Chau     |
| −68 kg     | Servet Tazegül       | Mohammad Bagheri Motamed | Rohullah Nikpai Martin Stamper   |
| −74 kg     | Alireza Nasr Asadani | Patiwat Thongsalap       | Ismaël Coulibaly Rıdvan Baygut   |
| −80 kg     | Farzad Abdollahi     | Yunus Sarı               | Issam Chernoubi Ramin Azizov     |
| -87 kg     | Yousef Karami        | Cha Dong-Min             | Jon García Carlo Molfetta        |
| +87 kg     | Jo Chol-Ho           | Akmal Ergašev            | Kourosh Rajoli Andreas Stylianou |

### Femminile
| Specialità | Oro                  | Argento        | Bronzo                               |
| -46 kg     | Kim So-hui           | Li Zhaoyi      | Rukiye Yıldırım Sümeyye Manz         |
| −49 kg     | Wu Jingyu            | Yang Shu-Chun  | Brigitte Yagüe Sanaa Atabrour        |
| −53 kg     | Ana Zaninović        | Lamyaa Bekkali | Lee Hye-Young Hatice Kübra Yangın    |
| −57 kg     | Hou Yuzhuo           | Jade Jones     | Marlène Harnois Lim Su-Jeong         |
| −62 kg     | Rangsiya Nisaisom    | Marina Sumić   | Karine Sergerie Dürdane Altunel      |
| −67 kg     | Sarah Stevenson      | Guo Yunfei     | Hwang Kyung-Seon Helena Fromm        |
| -73 kg     | Gwladys Épangue      | Oh Hye-Ri      | Milica Mandić Anastasija Baryšnikova |
| +73 kg     | Anne-Caroline Graffe | An Sae-Bom     | Rosana Simón Ol'ga Ivanova           |

## Medagliere
| Posizione | Paese           | Oro | Argento | Bronzo | Totale |
| --------- | --------------- | --- | ------- | ------ | ------ |
| 1         | Corea del Sud   | 3   | 4       | 3      | 10     |
| 2         | Iran            | 3   | 1       | 2      | 6      |
| 3         | Cina            | 2   | 2       | 0      | 4      |
| 4         | Thailandia      | 2   | 1       | 1      | 4      |
| 5         | Francia         | 2   | 0       | 1      | 3      |
| 6         | Regno Unito     | 1   | 2       | 1      | 4      |
| 7         | Turchia         | 1   | 1       | 4      | 6      |
| 8         | Croazia         | 1   | 1       | 0      | 2      |
| 9         | Spagna          | 1   | 0       | 3      | 4      |
| 10        | Marocco         | 0   | 1       | 2      | 3      |
| 11        | Taipei cinese   | 0   | 1       | 1      | 2      |
| 12        | Portogallo      | 0   | 1       | 0      | 1      |
|           | Uzbekistan      | 0   | 1       | 0      | 1      |
| 14        | Russia          | 0   | 0       | 3      | 3      |
| 15        | Germania        | 0   | 0       | 2      | 2      |
| 16        | Afghanistan     | 0   | 0       | 1      | 1      |
|           | Azerbaigian     | 0   | 0       | 1      | 1      |
|           | Canada          | 0   | 0       | 1      | 1      |
|           | Cipro           | 0   | 0       | 1      | 1      |
|           | Italia          | 0   | 0       | 1      | 1      |
|           | Mali            | 0   | 0       | 1      | 1      |
|           | Rep. Dominicana | 0   | 0       | 1      | 1      |
|           | Serbia          | 0   | 0       | 1      | 1      |
|           | Vietnam         | 0   | 0       | 1      | 1      |
|           | Totale          | 16  | 16      | 32     | 64     |